# 다카하타후도역
다카하타후도역(일본어: 高幡不動駅)은 일본 도쿄도 히노시에 위치한 게이오 전철 · 다마 도시 모노레일의 철도역이다. 게이오 선의 소속역이며, 이 역을 기점으로 하는 게이오 동물원 선과 다마 도시 모노레일이 운영하는 다마 도시 모노레일 선 등 3개의 노선이 운행 중이다.

## 타는 곳

### 게이오 전철
역 번호는 KO 29이며, 단선 · 섬식의 3면 5선 형태의 복합 승강장 구조를 갖춘 지상역이다.
| 1     | 동물원 선 | -    | 다마도부쓰코엔 방면                                                  | 4량 편성 단독 전용               |
| 2     | 동물원 선 | -    | 다마도부쓰코엔 방면                                                  | 평일 1회 왕복과 토 · 휴일 대수만 |
| 2     | 게이오 선 | 하행 | 기타노 · 게이오하치오지 · 다카오산구치 방면                          |                                  |
| 3     | 게이오 선 | 하행 | 기타노 · 게이오하치오지 · 다카오산구치 방면                          |                                  |
| 4 · 5 | 게이오 선 | 상행 | 후추 · 조후 · 메이다이마에 · 사사즈카 · 신주쿠 · 도영 신주쿠 선 방면 |                                  |

### 다마 도시 모노레일
상대식 승강장 2면 2선의 구조를 갖춘 고가역이다.
| 1 | 다마 도시 모노레일 선 | 하행 | 다치카와키타 · 가미키타다이 방면 |
| 2 | 다마 도시 모노레일 선 | 상행 | 마쓰가야 · 다마 센터 방면        |

## 이용 현황
| 연도별 1일 평균 하차 승차 인원 | 연도별 1일 평균 하차 승차 인원 | 연도별 1일 평균 하차 승차 인원 | 연도별 1일 평균 하차 승차 인원 |
| 연도                           | 게이오 전철                    | 게이오 전철                    | 다마 도시 모노레일             |
| 연도                           | 1일 평균 하차 인원             | 1일 평균 승차 인원             | 다마 도시 모노레일             |
| ------------------------------ | ------------------------------ | ------------------------------ | ------------------------------ |
| 1948년                         | 2,500                          |                                | 미개업                         |
| 1955년                         | 2,891                          |                                | 미개업                         |
| 1960년                         | 5,319                          |                                | 미개업                         |
| 1964년                         | 6,589                          |                                | 미개업                         |
| 1965년                         | 6,804                          |                                | 미개업                         |
| 1970년                         | 22,689                         |                                | 미개업                         |
| 1975년                         | 32,249                         |                                | 미개업                         |
| 1980년                         | 41,191                         |                                | 미개업                         |
| 1985년                         | 44,374                         |                                | 미개업                         |
| 1990년                         | 50,283                         | 24,838                         | 미개업                         |
| 1991년                         |                                | 25,164                         | 미개업                         |
| 1992년                         | 25,249                         |                                | 미개업                         |
| 1993년                         | 25,019                         |                                | 미개업                         |
| 1994년                         | 25,041                         |                                | 미개업                         |
| 1995년                         | 50,056                         | 25,044                         | 미개업                         |
| 1996년                         |                                | 24,942                         | 미개업                         |
| 1997년                         | 24,252                         |                                | 미개업                         |
| 1998년                         | 24,564                         |                                | 미개업                         |
| 1999년                         | 24,049                         | 6,220                          |                                |
| 2000년                         | 48,951                         | 24,537                         | 7,559                          |
| 2001년                         |                                | 25,000                         | 9,048                          |
| 2002년                         | 25,104                         | 9,508                          |                                |
| 2003년                         | 52,113                         | 26,104                         | 10,294                         |
| 2004년                         | 52,983                         | 26,603                         | 10,557                         |
| 2005년                         | 54,021                         | 27,036                         | 10,805                         |
| 2006년                         | 55,798                         | 27,830                         | 11,194                         |
| 2007년                         | 57,837                         | 28,740                         | 11,936                         |
| 2008년                         | 59,157                         | 29,384                         | 12,666                         |
| 2009년                         | 59,491                         | 29,559                         | 12,919                         |
| 2010년                         | 59,539                         | 29,575                         | 13,115                         |
| 2011년                         | 58,919                         | 29,232                         | 12,803                         |
| 2012년                         | 58,988                         | 29,304                         | 12,986                         |
| 2013년                         | 59,536                         | 29,550                         | 13,259                         |
| 2014년                         | 58,203                         | 28,863                         | 13,087                         |
| 2015년                         | 59,537                         | 29,531                         | 13,553                         |
| 2016년                         | 60,069                         |                                |                                |

## 역 주변
- 히노 시립 다카하타 도서관
- 히노 시청 나나오 출장소

## 인접 역
| 게이오 전철 게이오 선                    | 게이오 전철 게이오 선               | 게이오 전철 게이오 선                    |
| ---------------------------------------- | ----------------------------------- | ---------------------------------------- |
| KO 27 세이세키사쿠라가오카 신주쿠 방면   | ■ 특급 · ■ 준특급 · ■ 급행          | 기타노 KO 33 게이오하치오지 방면         |
| KO 28 모구사엔 신주쿠 방면               | ■ 구간 급행 · ■ 쾌속 · ■ 각 역 정차 | 미나미다이라 KO 30 게이오하치오지 방면   |
| 게이오 전철 동물원 선                    |                                     |                                          |
| 시·종착역                                | ■ 급행                              | 다마도부쓰코엔 KO 47 다마도부쓰코엔 방면 |
| 시·종착역                                | ■ 각 역 정차                        | 다마도부쓰코엔 KO 47 다마도부쓰코엔 방면 |
| 다마 도시 모노레일 다마 도시 모노레일 선 |                                     |                                          |
| 만간지 가미키타다이 방면                 | 다마 도시 모노레일 선               | 호도쿠보 다마 센터]] 방면                |